# المدرسة الفلامنكية في الموسيقى

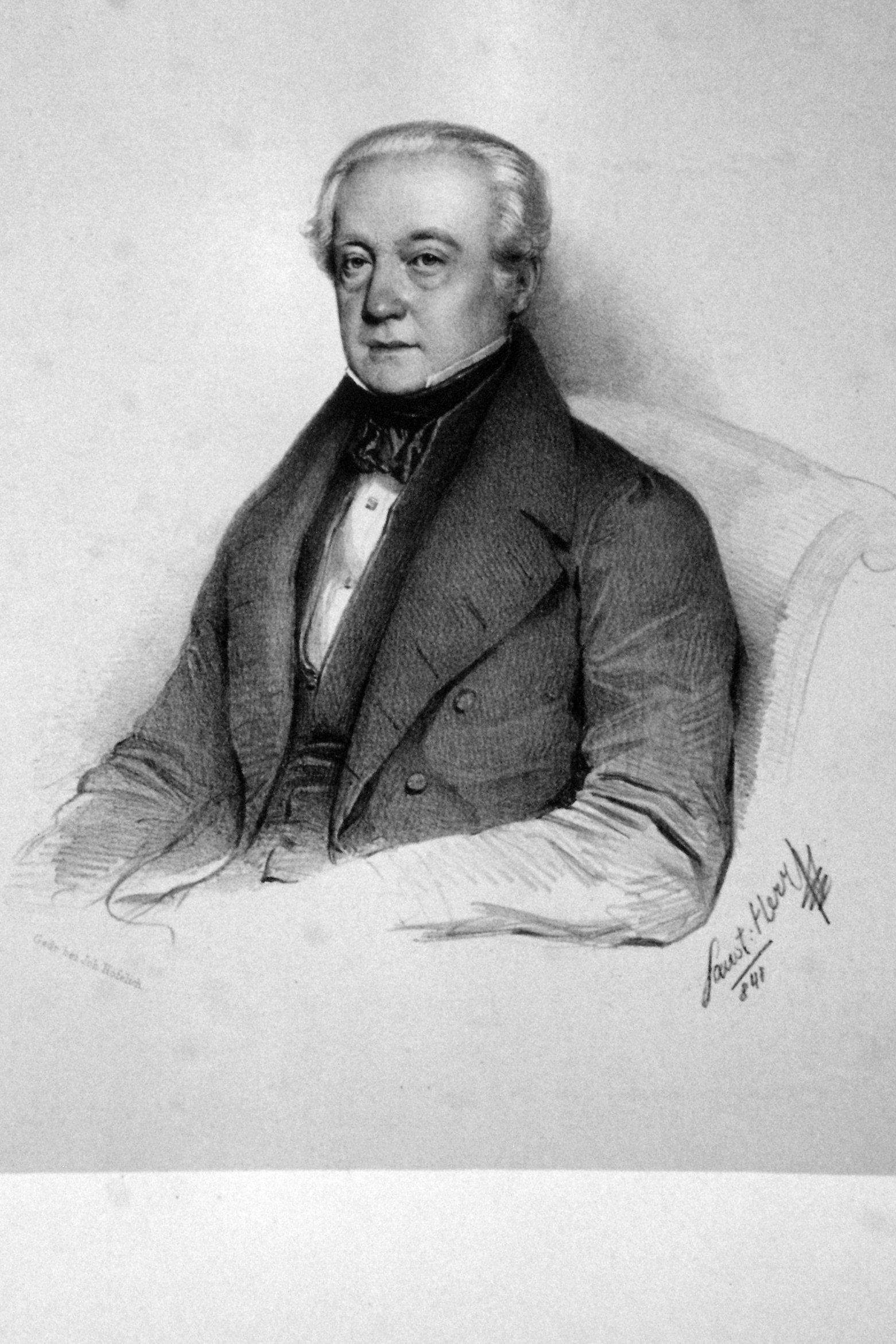

استغرقت هذه المدرسة الفترة من 1440 حتى 1550 وسيطرت على الساحة الموسيقية الأوروبية. يطلق عليها أيضا المدرسة الهولندية. كانت تضم مؤلفين مثل جويمي دوفاي وجيل بنشوا رغم أن المؤرخين الموسيقيين يفضلون أن يبدؤا المدرسة بجيل لاحق يضم يوهانس أوكيغهيم وأنطوان بوسنوا. قاد المدرسة جوسكين ديبري وتضمنت المدرسة مؤلفين مثل أوبرخت وهاينريش إيزاك وبيير دو لا رو ولويست كومبري.